# Unto Mononen

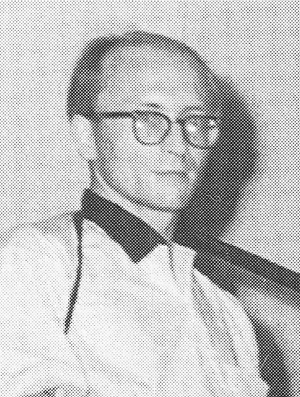
Unto Mononen (1959)

Unto Mononen (* 23. Oktober 1930 in Muolaa; † 28. Juni 1968 in Somero) war ein finnischer Komponist.
Berühmt wurde Mononen vor allem durch eine Reihe von Tangos, die er ab 1950 schrieb. Mononens bekanntestes Stück ist Satumaa (1955), das als Archetyp des finnischen Tangos gilt; weitere bekannte Stücke sind Tähdet meren yllä, Lapin Tango, Erottamattomat, Kangastus sowie Kaipuuni tango.
Mononen hat sich am 28. Juni 1968 (möglicherweise versehentlich) erschossen.